# Воскресный день на острове Гранд-Жатт
«Воскресный день на острове Гранд-Жатт» (фр. Un dimanche après-midi à l'Île de la Grande Jatte; букв. «В воскресенье пополудни на острове Гранд-Жатт») — картина значительных размеров (207 × 308 см), написанная маслом на холсте французским живописцем Жоржем Сёра, главным создателем нового течения в живописи постимпрессионизма — пуантилизма. В настоящее время картина является частью коллекции Чикагского института искусств. Подарена институту в 1926 году Фредериком Клеем Бартлеттом.

## История
На последней, восьмой выставке импрессионистов в 1886 году Жорж Сёра представил экспозицию из девяти работ: маленькую картину «Рыбаки», четыре пейзажа, несколько этюдов и рисунков. Центральное место занимала большая картина «Воскресный день на острове Гранд-Жатт». Художественный критик и писатель Оскар Рейтерсверд вспоминал: «В самом дальнем зале, пятом, зрителей ожидала большая сенсация — живопись неоимпрессионистов. На задней стене висел шедевр Сёра, манифест нового течения — „Воскресенье на Гранд-Жатт“, конструктивистски продуманный и иератически выписанный, как египетский живописный фриз. Сёра принадлежала также самая маленькая картина на выставке — „Рыбаки“, сценка на реке: двое мужчин с удочками. Кто-то назвал её украшением выставки».
Картина Сёра отличалась от работ импрессионистов прежде всего новой техникой. Стремясь преодолеть хаотичность живописных впечатлений, свойственных предыдущему периоду французской живописи, Сёра попытался подчинить свою работу строгой методической системе, цвет — форме, распределение света и тени — закону дополнительных цветов. Для этого он решил использовать технику раздельных мазков основными цветами спектра: красным, синим и жёлтым. Он отказался от механического смешения красок на палитре и на холсте в расчёте на то, что на некотором расстоянии они оптически смешиваются на сетчатке глаза зрителя. Такая техника должна была усилить «звучание» цвета. композицию картины, очертание фигур и пластику линий художник также попытался привести в соответствие с заранее продуманной гармонией.
Однако картина не сверкала светом и цветом так, как рассчитывал Сёра. Сам художник заявил, что в зале слишком темно и мало места, поэтому и картина не даёт желаемого эффекта из-за отсутствия необходимого расстояния. Сияния красок действительно не получилось. Сёра не учел, что светосила пигментов много слабее оптической силы цвета в природе.

## Оценки и критика
«Мозаика скуки» — так отозвался философ Эрнст Блох о картине Сёра. Блох видел на полотне только «нищету воскресенья» и «ландшафт изображённого самоубийства». Критик Феликс Фенеон, защитник нового течения, напротив, считал картину Сёра весёлой и жизнерадостной и отзывался о ней так: «Воскресная разношёрстная толпа… наслаждающаяся природой в разгар лета».
Однако несмотря на положительные рецензии критиков Р. Маркса и Ф. Фенеона, «картины, написанные точками» были осмеяны публикой. Импрессионисты скептически отнеслись к новому течению, назвав художников-пуантилистов «конфеттистами». Швейцарский литературный критик Эмиль Эннекен, рассматривая картину, сказал, что «едва ли можно представить себе что-либо более серое и бедное светом». О картине писали как о «воскресной гулянке парижского люда»; писатели-Символизм символисты в застывших силуэтах фигур увидели сходство с искусством времён египетских фараонов и даже Панафинейскими шествиями в античной Греции. Всё это вызвало усмешку художника, который хотел всего лишь написать «весёлую и яркую композицию с равновесием горизонталей и вертикалей, доминантами тёплых цветов и светлых тонов со светящимся белым пятном в центре».
Ответом Сёра на критику его главной картины, что фигуры на ней изображены недостаточно реалистично, в застывших позах подобно манекенам, стало другое произведение художника под условным названием «Натурщицы», написанное между 1886 и 1888 годами. Включение в композицию «натурщиц» картины «Воскресный день на острове Гранд-Жатт» (на стене дальнего плана) подтверждает этот факт.
- Сена в Гранд-Жатт, весна. 1888. Холст, масло. Королевские музеи изящных искусств, Брюссель
- Пасмурная погода, Гранд-Жатт. 1888. Холст, масло. Художественный музей Филадельфии
- Этюд к картине. Между 1884 и 1885. Дерево, масло. Колледж Смит, Нортгемптон, США
- Этюд к картине. 1884. Дерево, масло. Чикагский институт искусств
- Деталь картины. Чикагский институт искусств
- Натурщицы. 1886—1888. Холст, масло. Фонд Барнса, Филадельфия
- Топиарий (парк стриженных кустарников) центра дизайна. Колумбус, Огайо, США. 1989

## В популярной культуре
Картина легла в основу бродвейского мюзикла 1984 года «Воскресенье в парке с Джорджем» Стивена Сондхайма и Джеймса Лапина, в котором рассказывается история создания картины. Впоследствии картина иногда упоминается под неправильным названием «Воскресенье в парке».
Картина часто фигурирует в комедийном фильме 1986 года «Феррис Бьюллер берёт выходной» (Ferris Bueller's Day Off), в сцене, которая позже пародировалась, в частности, в фильмах «Луни Тюнз: Снова в деле», «Гриффины» и «Мини-Маппеты».
В «Columbus Topiary Park» в Колумбусе, штат Огайо, скульптор Джеймс Т. Мейсон воссоздал картину в виде топиара (подстриженных кустарников). Инсталляция была завершена в 1989 году.

## Фильмография
- «Оранжево-зелёно-пурпурная утопия», фильм Алена Жобера[фр.] из цикла «Палитры» (Франция, 1991).